# Parco nazionale marino e riserva di Mombasa
Il Parco nazionale marino e riserva di Mombasa è un'area naturale protetta del Kenya istituita nel 1986 che si trova nell'Oceano Indiano al largo della costa del Kenya meridionale preso la città di Mombasa.

## Storia
Il parco nazionale e la riserva vennero istituiti insieme nel 1986 per rispondendo a due esigenze diverse. Il parco, nel cui territorio è proibita qualunque attività di estrazione di risorse, compresa la pesca, venne istituito per proteggere la barriera corallina dalla spogliazione derivante dalle attività turistiche incontrollate che comportavano un impatto negativo su tutto l'ecosistema. Nella riserva invece sono consentite attività controllate di estrazione di risorse. Sebbene l'area venne istituita nel 1986 divenne completamente protetta solo nel 1994 quando l'istituzione di pattuglie notturne posero fine al bracconaggio.
A partire dalla sua istituzione la gestione del parco ha dovuto affrontare una serie di conflitti tra manager, pescatori locali e visitatori in merito alla gestione della pesca e rispetto delle normativa. Uno studio del 2007 ha dimostrato che in tutta l'area protetta ci sono stati chiari trend di recupero nel tempo per ricchezza di specie, taglia media delle specie e incremento delle masse umide. Inoltre è anche migliorata la pesca nelle zone limitrofe all'area protetta attraverso meccanismi di spillover.

## Territorio
L'area marina protetta di Mombasa si trova al largo della costa di Mombasa, nel Kenya meridionale fra il Mtwapa Creek e il Tudor Creek fra 3˚58' e 4˚04' gradi di latitudine Sud e 39˚40' e 39˚54' gradi di longitudine Est. 
La riserva nazionale marina ha una superficie di 200 km², e il parco nazionale (posto all'interno della riserva) ha una superficie di 10 km².
Data la posizione geografica dell'area, molto prossima all'equatore, il clima è caldo e umido, con una temperatura delle acque superficiali che varia da 25 °C a 31 °C, con stabilità salinità e moderato livello di nutrienti che aiuta a prosperare la vita marina nel parco e nella riserva.
Il parco si trova all'interno dell'ecoregione marina della Costa del corallo dell'Africa orientale.

## Biodiversità
La barriera corallina che si trova nel parco nazionale e riserva, si estende in parallelo alla costa per l'intera lunghezza dell'area. Le specie di coralli più diffuse sono quelle appartenenti ai generi Acropora, Turbinaria e Porites.
Un'altra presenza importante dell'area sono le piante acquatiche. Fra queste le specie più significative sono: Thalassia hemprichii, Thalassodendron ciliatum, Halophila stipulacea, Halophila ovalis, Halodule uninervis, Cymodocea rotundata, e Syringodium isoetifolium.
Altre specie del regno animale presenti nell'area includono:
- le tartarughe marine delle specie: Chelonia mydas (tartaruga verde), Dermochelys coriacea (tartaruga liuto), Eretmochelys imbricata (tartaruga embricata), Caretta caretta (tartaruga comune) e Lepidochelys olivacea (tartaruga olivastra);
- delfini delle specie: Stenella longirostris (stenella dal lungo rostro), specie del genere Sousa e  Tursiops truncatus (delfino dal naso a bottiglia).
- pesci esotici delle specie: Caranx melampygus, Scaridae, (pesci pappagallo), Chaetodontidae (pesci farfalla), e Enchelycore pardalis (murena drago).